# Invasione sovietica dello Xinjiang
L'invasione sovietica dello Xinjiang fu una campagna militare dell'Unione Sovietica contro la Repubblica di Cina nella regione dello Xinjiang nel 1934. I Russi bianchi si aggregarono all'Armata Rossa sovietica.

## Antefatto
Nel 1934, le truppe di Ma Zhongying, sostenute dal governo del Kuomintang della Repubblica di Cina furono sul punto di sconfiggere il comandante sovietico Sheng Shicai durante la battaglia di Ürümqi (1933-34) nel corso della ribellione Kumul.
Ma Zhongying, di etnia Hui (musulmani cinesi), aveva precedentemente frequentato l'Accademia militare in Cina a Nanchino nel 1929, quando era gestita da Chiang Kai-shek, anche il capo del Kuomintang e capo della Cina.
Ma Zhongying fu poi reinviato a Gansu dopo essersi laureato all'accademia e combattuto nella ribellione Kumul dove, con il tacito sostegno del governo Kuomintang della Cina, cercò di rovesciare il governo provinciale filosovietico guidato per primo dal governatore Jin Shuren poi Sheng Shicai. Ma invase lo Xinjiang a sostegno dei fedelissimi del Khanato Kumul e ricevette l'approvazione ufficiale e la designazione a comandante della XXXVI Divisione del Kuomintang.
Verso la fine del 1933, il comandante provinciale cinese Han Zhang Peiyuan e il suo esercito disertarono dalla parte del governo provinciale a quella di Ma Zhongying e lo raggiunsero nella guerra contro il governo provinciale di Jin Shuren.

## Invasione sovietica della Repubblica di Cina
Nel 1934, due brigate sovietiche di circa 7000 uomini del Direttorato Politico dello Stato Unificato (GPU), sostenute da carri armati, aerei e artiglieria con gas venefici, varcarono il confine per aiutare Sheng Shicai ad ottenere il controllo dello Xinjiang. Le brigate si chiamavano "Altayiiskii" e "Tarbakhataiskii". L'esercito manciuriano di Sheng venne severamente battuto da un'alleanza dell'esercito Han guidato dal generale Zhang Peiyuan, e dalla XXXVI Divisione dell'Esercito Rivoluzionario Nazionale guidata da Ma Zhongying. Ma combatté sotto la bandiera del governo del Kuomintang (Repubblica di Cina). La forza congiunta di russi sovietici e russi bianchi fu chiamata "Volontari degli Altaj". I soldati sovietici si travestivano in uniformi prive di insegne e si disperdevano tra i russi bianchi.
Nonostante i primi successi, le forze di Zhang vennero battute a Kulja e Chuguchak, ed egli si suicidò dopo la battaglia, al Passo di Muzart, per evitare la cattura.
Anche se i sovietici erano superiori alla XXXVI divisione, sia in numero che in tecnologia, furono trattenuti per settimane e subirono gravi perdite. La XXXVI divisione riuscì a fermare le forze sovietiche per consentire il rifornimento, a Sheng, di equipaggiamenti militari. Le truppe musulmane cinesi guidate da Ma Shih-ming riuscirono a tenere a bada, per circa 30 giorni, le forze armate dell'Armata Rossa dotate di mitragliatrici, carri armati e aerei.
Quando la notizia che le forze cinesi avevano sconfitto e ucciso i sovietici raggiunse i prigionieri cinesi ad Ürümqi, questi erano così festanti da fare salti di gioia nelle loro celle.
Ma Hushan, vice comandante della XXXVI divisione, divenne noto per la vittoria sulle forze russe durante l'invasione.
A questo punto Chiang Kai-shek era pronto ad inviare Huang Shaohong e la sua forza di spedizione che aveva radunato per aiutare Ma Zhongying contro Sheng, ma quando Chiang sentì parlare dell'invasione sovietica, decise di ritirarsi a evitare un incidente internazionale se le sue truppe avessero impegnato direttamente i sovietici.
I russi ci bombardarono e sparsero gas venefici - disse Ma Hsi Jung (Ma Hushan) sulla guerra.

### Battaglia di Tutung
Nel 1934, due brigate sovietiche, composte da circa 7 000 soldati sostenuti da carri armati, aerei e artiglieria, attaccarono la XXXVI divisione vicino a Tutung. La battaglia infuriò per diverse settimane sul fiume Tutung ghiacciato. Le truppe della XXXVI divisione erano vestite con pelli di pecora e presero d'assalto, con le spade, le postazioni di mitragliatrici sovietiche per sconfiggere un attacco [a tenaglia] sovietico]. Gli aerei sovietici bombardarono la XXXVI divisione con gas venefici. Entrambe le parti subirono pesanti perdite prima che Ma Zhongying ordinasse la ritirata.

### Battaglia di Dawan Cheng
Ma Zhongying venne inseguito da un miscuglio di forze russe bianche, mongole e collaborazioniste cinesi. Mentre ritirava le sue forze incontrò una colonna sovietica di blindati con poche centinaia di soldati vicino a Dawan Cheng. La XXXVI divisione spazzò via quasi l'intera colonna, dopo aver ingaggiato i sovietici in un feroce combattimento ravvicinato e rovesciato I mezzi corazzati russi contro la montagna. Quando comparve una forza russo-bianca, Ma Zhongying si ritirò.
Durante la battaglia di Dawan Cheng, Ma Zhongying cercò per l'ultima volta di riprendere l'iniziativa contro l'invasione delle truppe sovietiche. I suoi uomini scavarono trincee in uno stretto passo di montagna e bloccarono l'avanzata delle truppe sovietiche per settimane. Tuttavia, i bombardamenti di gas venefici sulle sue posizioni, che colpirono circa il 20% delle sue truppe, lo costrinsero a ritirare le sue forze, alla fine di febbraio del 1934, spostandole a Turfan.

### Conclusione delle operazioni
Durante la ritirata di Ma Zhongying, lui e 40 dei suoi uomini musulmani cinesi, armati di tutto punto, depredarono camion sotto il comando di Sven Hedin, che erano stati inviati dal governo del [KMT] di Nanchino. Quando Hedin gli mostrò i suoi lasciapassare, gli uomini di Ma Zhongying, che tecnicamente erano sotto il comando di Nanchino, risposero dicendo: "Questo non ha nulla a che fare con Nanchino: qui c'è una guerra, e nessun passaporto è valido in tempo di guerra".
Le forze musulmane cinesi ricordarono ad Hedin che, dato che stavano servendo anche Nanchino, i camion dovevano essere posti sotto il loro comando. Chang, che era al servizio del generale Ma Chung-ping, uno dei generali subordinati di Ma Zhongying, spiegò: "Le questioni militari vengono prima di ogni altra cosa: nulla può interferire con esse. Nanchino non conta nulla in una guerra in Sinkiang. Del resto, siamo sotto Nanchino, e dovrebbe essere nell'interesse sia tuo che di Nanchino aiutarci."
Hedin e il suo gruppo furono detenuti a Korla dalle forze sovietiche e della Russia bianca, ed egli incontrò personalmente il generale Volgin. I mongoli Torgud e i russi bianchi prestarono servizio sotto le forze sovietiche e si unirono a loro occupando numerose città.
I russi bianchi avanzarono prima da Davan-ch'eng e poi da Korla passando per Toqsun e Qara-Shahr. I Torgut e l'esercito russo marciarono a Korla il 16 marzo. I cosacchi russi combattevano nelle forze sovietiche. Ma Zhongying aveva avvertito Sven Hedin di evitare Dawan Cheng a causa della battaglia in corso tra le forze musulmane cinesi e quelle russe.
Il generale Volgin si incontrò poi con Hedin e iniziò ad attaccare verbalmente Ma Zhongying dicendo: "Il generale Ma è odiato e maltrattato dappertutto, e ha trasformato il Sinkiang in un deserto, ma è coraggioso ed energico e non molla nulla. qualsiasi cosa, sia che si tratti di aeroplani o di numeri superiori, ma ora è iniziata una nuova era per il Sinkiang, ora c'è ordine, pace e sicurezza in questa provincia. Il generale Sheng Shih-ts'ai organizzerà l'amministrazione e metterà tutto a posto di nuovo."
L'esercito in ritirata del Generale Ma Zhongying sequestrava spesso i camion russi per avere supporto nella ritirata. Volgin notò che Ma Zhongying distruggeva spesso i camion russi durante la battaglia. Un russo bianco informò Sven Hedin: "Siamo venuti qui da Qara-Shahr tutto il giorno, truppa dopo truppa, oggi sono arrivati duemila russi, metà bianchi e metà rossi. Qui ci sono un migliaio di Torgut e duemila uomini di tutte le armi sono andati dritti a Kucha per attaccare Ma Chung-ying senza toccare Korla. La maggior parte dei duemila che sono a Korla continueranno verso ovest domani. Eravamo cinquemila quando siamo partiti da Urumchi."
Quando i russi bianchi iniziarono a vantarsi di ciò che il loro esercito aveva fatto, Sven Hedin concluse che i russi stavano mentendo, dando come esempio di queste menzogne il numero esagerato di autocarri che usavano i russi bianchi.
Si disse che i soldati mongoli avessero maltrattato il popolo di Korla.
Hedin incontrò altri due ufficiali russi bianchi al servizio dei sovietici, il colonnello Proshkukarov e il generale Bekteev, che chiesero spiegazioni sul perché i camion di Hedin fossero al servizio delle forze di Ma Zhongying.
Prima che Ma Zhongying si ritirasse dalla linea del fronte, mandò un'avanguardia di 800 uomini al comando del generale Ma Fu-yuan per sconfiggere le forze uigure filo-sovietiche di Hoja-Niyaz, che erano dotate di armi forniti dai sovietici, e per aiutare Ma Zhancang nella battaglia di Kashgar (1934) a distruggere la Prima Repubblica del Turkestan orientale. Thomson-Glover affermò che i sovietici diedero a Hoya Niyaz "quasi 2000 fucili con munizioni, poche centinaia di bombe e tre mitragliatrici". Le forze uigure di Hoja Niyaz furono sconfitte dall'avanguardia di Aksu e fuggirono a Kashgar con 1 500 soldati il 13 gennaio 1934. Durante la battaglia di Kashgar, lui e le forze turche avevano fallito in tutti i loro attacchi nel tentativo di sconfiggere le forze musulmane cinesi intrappolate nella città, subendo gravi perdite. Gli 800 uomini musulmani cinesi di Ma Fuyuan, insieme a 1 200 soldati di leva, sbaragliarono l'esercito del Turkestan orientale composto da 10 000 uomini.
Ma Zhongying e il suo esercito si ritirarono in Kashgar, arrivando il 6 aprile 1934. Le truppe sovietiche della GPU non avanzarono oltre Turfan, ma venne inseguito dalle forze provinciali dei bianchi russi, dei mongoli e delle truppe cinesi di Sheng Shicai della Manciuria, fino ad Aksu, ma l'inseguimento andò gradualmente diminuendo. Ma arrivò ai camion di Sven Hedin, con l'ultima parte del suo esercito, la retroguardia. Le sue forze furono considerate superiori nel combattimento corpo a corpo, ma i sovietici continuarono a bombardare le sue posizioni.
Il generale Ma disse che al consolato britannico a Kashgar chiese immediatamente assistenza contro i russi, sottolineando che doveva lealtà al governo cinese e che intendeva salvare Xinjiang dalla morsa dei russi. Ma Zhongying consolidò la sua posizione a Maral-Bashi e Fayzabad, stabilendo linee difensive contro l'attacco sovietico/provinciale. Ma Hushan ha diresse la difesa contro le forze provinciali. A giugno, a Maral-Bashi, continuavano i bombardamenti ma Zhongying ordinò alle sue forze di passare da Kashgar a Khotan. Tuttavia, per ragioni sconosciute, lo stesso Ma Zhongying attraversò il confine con l'Unione Sovietica e non si seppe mai più niente su di lui.

### Cattura di equipaggiamenti da parte dei sovietici
La XXXVI divisione era gravemente priva di armi. I fucili e le altre attrezzature, datate intorno al 1930, furono sequestrate dai sovietici come bottino per aumentare i loro arsenali.

## Perdite

### Sovietici
A Novosibirsk, un ospedale per feriti sovietici dell'invasione dello Xinjiang venne camuffato come "ospedale per i feriti della guerra della Manciuria" e fu "scoperto" dal reporter dell'"Evening Standard" Bosworth Goldman.
Il racconto di Goldman sull'ospedale diceva:
(Bosworth Goldman)